# ROXs 12 b
 (janvier 2015).
ROXs 12 b est une planète extrasolaire (exoplanète) géante gazeuse confirmée en orbite autour de l'étoile ROXs 12 qui se situe à la frontière des constellations du Scorpion et d'Ophiuchus.
Détectée par imagerie directe, sa découverte, annoncée en 2013, a été confirmée par la NASA le 6 décembre 2013.